# Jean F.E. Marquet
Jean Fernand Edouard, baron Marquet, né le 18 février 1928 à Berchem (Anvers) en Belgique et mort le 18 mars 1991, est un docteur en médecine et oto-rhino-laryngologiste belge, professeur à l'université d'Anvers. Il inventa le concept de l'allogreffe du tympan et de la  chaine ossiculaire et reçut le prix Humanitas de la Province d'Anvers en 1988. Il fut créé baron par le roi Baudouin en 1989.

## Biographie
Son père, Fernand Marquet, est avocat originaire d'une famille de La Roche-en-Ardenne et sa mère, Maria Froidbise, est originaire d'Anvers où son père, né à Huy, était médecin-colonel à l'hôpital militaire. En 1955, il épouse Viviane Le Clef, nièce du chanoine Edmond Leclef et de Léo Delwaide. Il est décédé le 18 mars 1991 chez lui à Berchem. À sa mort, il laisse quatre enfants.

## Formation
Diplômé en médecine de l'université catholique de Louvain (UCL) en 1954, il se spécialisa en oto-rhino-laryngologie au sein de cette même université en 1956. 

## Carrière scientifique
Il mène simultanément une carrière privée et une carrière académique à l'université d'Anvers (UA). Travaillant auprès du baron Ludo van Bogaert à l'institut Bunge il introduit au début des années 1960 un concept original, celui de l'utilisation des allogreffes tympano-ossiculaires pour reconstruire chirurgicalement le complexe tympano-ossiculaire lésé en cas d'otite moyenne chronique. Il publie ses premiers résultats en 1963, et crée une première banque internationale de greffes de tympans et d'osselets. S'ensuit une série de conférences internationales et de publications, qui ne s’arrêtera qu'à son décès. Il fut nommé professeur à l'université d'Anvers en 1972, et y développa avec les ingénieurs anversois, dont Stefaan Peeters, un implant cochléaire. À la fin de sa carrière, il accorda beaucoup d'intérêt à la prévention de la surdité, au dépistage précoce et aux méthodes de revalidation. Il rédigea plus de 160 publications et donna plus de 260 conférences internationales. Sa renommée scientifique lui valut d'être élu secrétaire général de la fédération internationale des sociétés d'ORL (IFOS) Il fut récompensé par le prix Humanitas de la Province d'Anvers, et fut créé baron par le Roi Baudouin en 1989.

## Prix et distinctions
- Prix Humanitas de la Province d'Anvers, 1988[6]
- Jean Marquet est élevé au rang de baron (titre transmissible par ordre de primogéniture mâle) par le Roi Baudouin en 1989.
- Commandeur de l'ordre de la couronne et Officier de l'Ordre de Léopold
- Il était membre de 26 associations scientifiques internationales